# Bob Masse
Bob Masse ist seit den 1960er Jahren berühmt für die künstlerische Gestaltung von Konzertplakaten für die großen Bands und Interpreten der Jahrzehnte und gilt damit selbst als einer der größten Künstler seiner Zunft. Besondere Bedeutung haben seine Werke aus den 1960er Jahren, die als Destillat dieses Jahrzehnts gelten und als psychedelischer Jugendstil interpretiert werden.

## Werdegang
Während seines Studiums an der Kunsthochschule in Vancouver, British Columbia, begann er, im Austausch für Drinks und Eintrittskarten für Folk-Gruppen Plakate zu gestalten. Seine ersten Farbplakate entstanden für Konzertveranstaltungen im Afterthought – für essentielle Bands des Summer of Love: Grateful Dead, Steve Miller Band, Jefferson Airplane, The Doors, Yardbirds, Cream etc. Seit Mitte der 1960er Jahre verbrachte er immer wieder Zeit in Haight-Ashbury, wo ihn die alternative Hippie-Bewegung stark beeinflusste.
Seine Werke sind zudem beeinflusst vom Jugendstil, insbesondere von den Arbeiten von Alphonse Mucha. Zu den Jugendstil-Elementen gesellen sich Knallfarben und eine besondere Schrift in Versalien, die er – wie alle Elemente seiner Plakate – frei Hand gestaltet.
In den 1980ern wandte sich Bob Masse von der Herstellung von Konzertplakaten ab und widmete sich Filmplakaten. So zeichnete er bspw. für Plakate von Total Recall und Zurück in die Zukunft III verantwortlich. 
In den 1990ern wurden Konzertplakate wieder populärer und so kehrte Bob Masse wieder zurück zu seinen Ursprüngen.
2006 hatte Bob Masse einen Fernsehauftritt in der Dokumentation „Shakin' All Over“, die Kanadas Musikszene der 1960er behandelte.
Bob Masse ist von den Plakatkünstlern der 1960er vielleicht der einzige, der noch immer im Geschäft ist. Oft ist er für Monate im Voraus ausgebucht, für die Herstellung eines Plakats nimmt er sich an die vier Wochen Zeit.

## Werke

### 1960er Jahre (Auswahl)
- Bob Dylan, 1965 (auf dem Plakat irrtümlich „Bob Dylon“ genannt)
- Yardbirds, 1968
- Canned Heat, 1968
- Jefferson Airplane, 1967
- Fleetwood Mac, 1969

#### 1960er Jahre Afterthought-Plakate (Auswahl)
- Grateful Dead, 1966
- Steve Miller Blues Band, 1967

#### 1960er Jahre Los-Angeles-Plakate (Auswahl)
- Byrds, 1968
- Jimi Hendrix Experience, 1968
- The Doors, 1968
- Cream, 1969

### 1970er Jahre (Auswahl)
- Rod Stewart & Small Faces, 1970
- Kinks, 1970
- Sly &  the Family Stone, 1971
- Ten Years After, 1972
- Jethro Tull  & Fleetwood Mac, 1972
- B.B. King, 1972
- Jerry Lee Lewis, 1974
- Roberta Flack, 1977

### 1990er Jahre (Auswahl)
- Donovan, 1992
- Bryan Adams, 1992
- Tori Amos, 1999 (Fan-Poster)
- Stevie Nicks, 1999 (Fan-Poster)
- Hootie & the Blowfish
- No Doubt
- Red Hot Chili Peppers
- Smashing Pumpkins
- Alanis Morissette
- Bob Dylan/Paul Simon

### Nach der Jahrhundertwende (Auswahl)
- King Crimson, 2000
- Creed, 2000
- Santana, 2000
- Jethro Tull, 2001
- U2, 2001
- Black Crowes, 2001
- The Strokes, 2003
- Dixie Chicks, 2003
- Nine Inch Nails, 2005
- Robert Plant, 2005
- David Bowie, 2005